# Bronzo

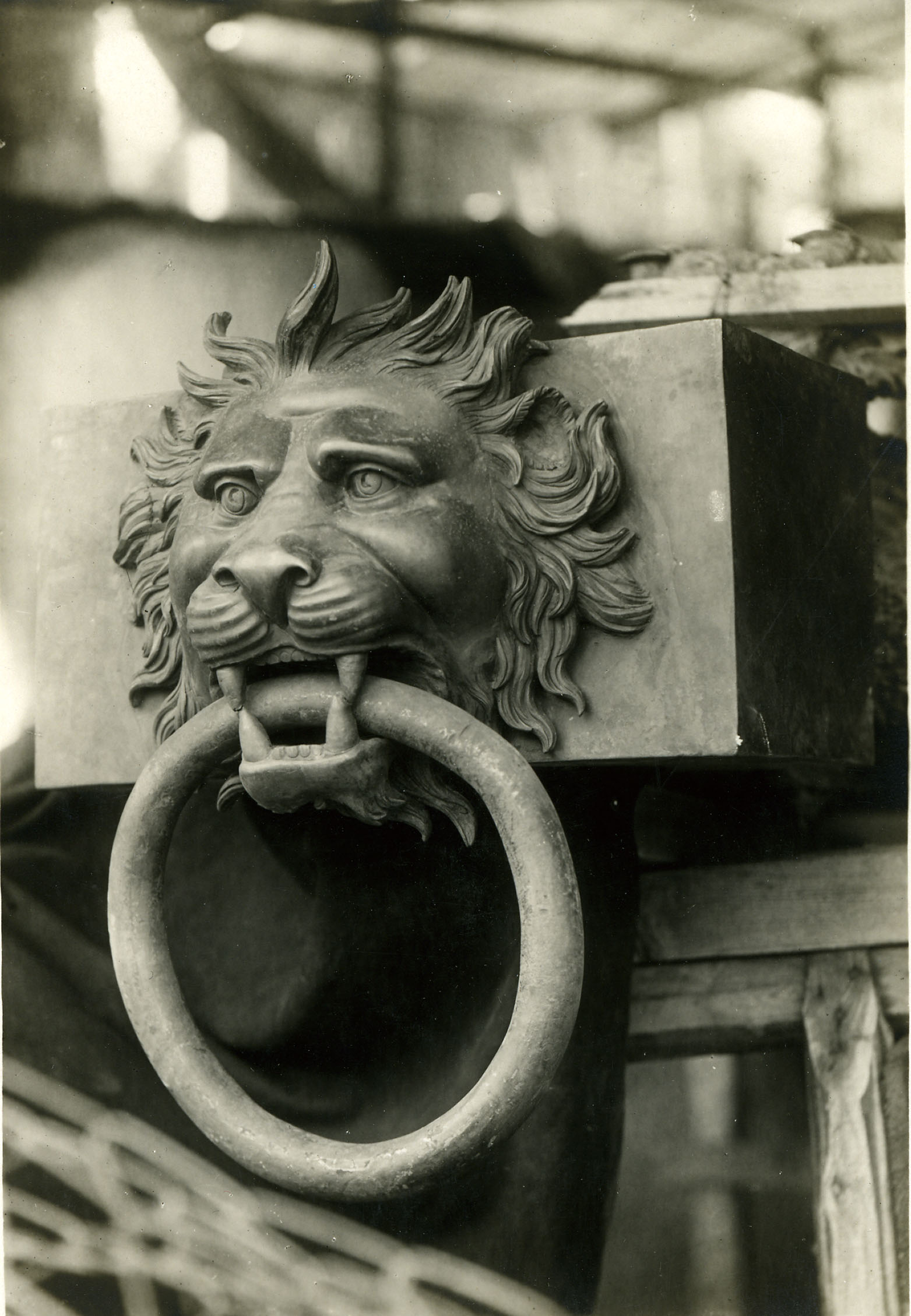
Elemento decorativo in bronzo per testa di trave, rappresentante una testa di leone che stringe fra i denti un anello, ritrovato nel recupero delle navi romane di Nemi (I secolo). Archivio storico del Museo nazionale della scienza e della tecnologia Leonardo da Vinci, Milano.

Il bronzo è una lega composta da rame e stagno in percentuali variabili.

## Caratteristiche strutturali e fisiche
Il bronzo tradizionale ha un colore giallo roseo e risulta più tenace, più duro, più fusibile e più resistente all'ossidazione del ferro.
Nelle leghe di bronzo la composizione della struttura di fase è spesso correlata al contenuto di stagno. Quando il tenore di Sn supera il 6%, la lega di bronzo presenta una struttura bifasica costituita da una soluzione solida α e una fase eutettoide (α+δ).
La fase α si forma a temperatura ambiente per tenori di Sn inferiori al 13,9% ed è caratterizzata da una buona malleabilità. La sua durezza aumenta in maniera proporzionale al contenuto di Sn. Se il tenore di Sn supera il 13,9%, in condizioni di equilibrio stabile, compare una fase β, mentre se il tenore supera il 26% si forma una fase γ che, a 520°C, si trasforma nella fase δ.
I bronzi caratterizzati dalla presenza della fase δ sono particolarmente duri, ma allo stesso tempo fragili, pertanto i bronzi con un tenore di Sn superiore al 26% devono essere sottoposti a trattamento termico, che ne prevede il riscaldamento fino a 520°C per ottenere la fase β e il successivo trattamento di tempra.
La lega tradizionale di bronzo presenta:
- un'elevata duttlilità,
- resistenza all'usura,
- resistenza alla corrosione ad opera dell'acqua di mare (non per lunghi periodi di tempo)
- affidabilità nel giunto di saldatura,
- elevata conduttività elettrica
- elevata conducibilità termica

Inoltre è in grado di assorbire bene gli shock e funziona come lubrificante solido, tuttavia presenta anche una bassa resistenza e durezza superficiale.

## Sintesi

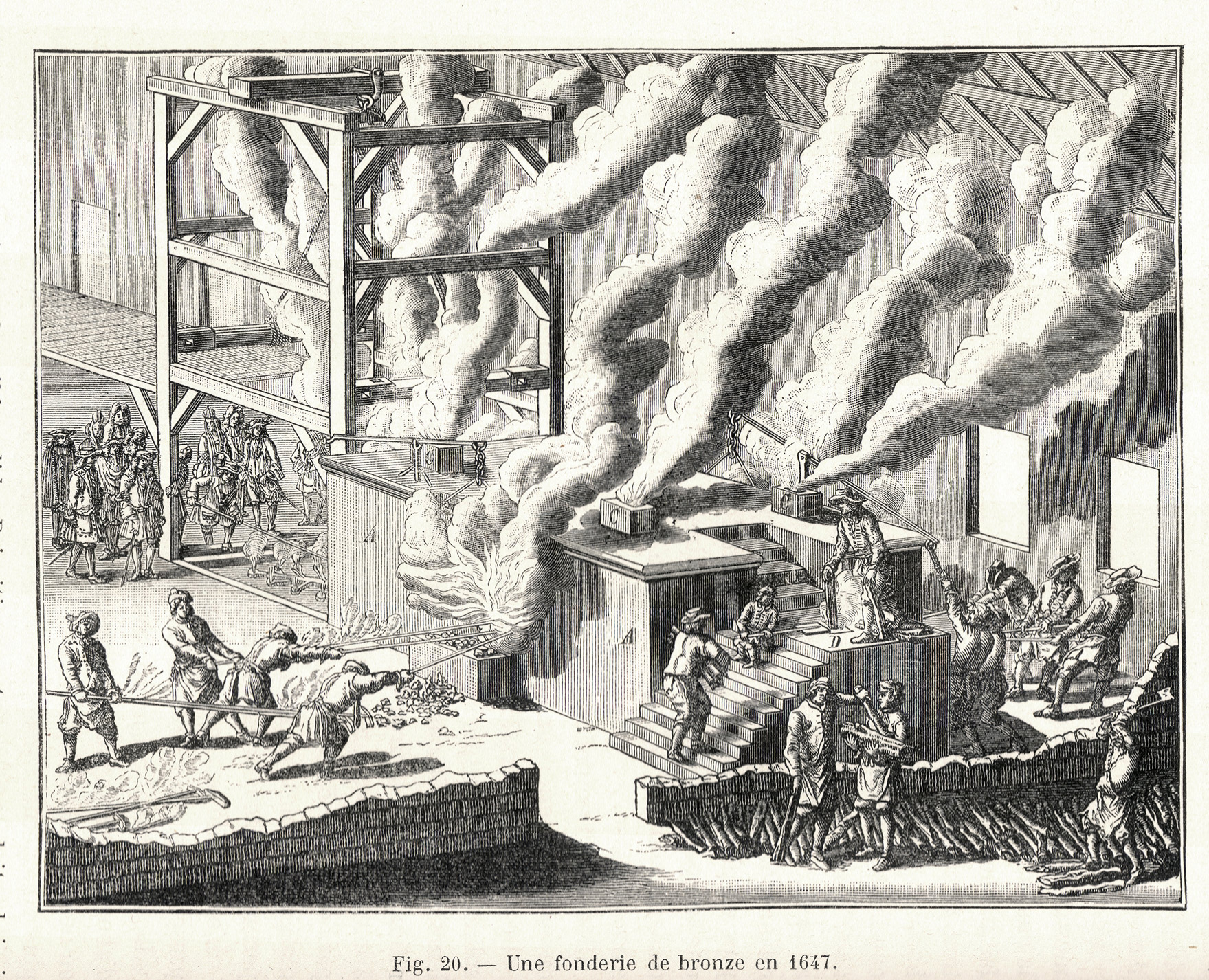
Illustrazione di una fonderia per la produzione del bronzo.

In generale le leghe di bronzo vengono prodotte sia come leghe di deformazione plastica sia per fonderia. Se il contenuto di stagno è superiore all'8% il materiale è troppo fragile per essere deformato.
Le leghe di bronzo possono essere ottenute con differenti tecniche (es. lega naturale, cofusione di minerali o metalli, cementazione e riciclo). La lega naturale prevede la fusione di minerali polimetallici di Cu-Sn all'interno di un crogiolo o di un forno, sia intenzionalmente che accidentalmente.
La cofusione implica la fusione di metalli contenenti rame con cassiterite, il minerale più comune contenente stagno (SnO2) o la fusione di una miscela di rame e stagno metallici. La cementazione avviene tramite la reazione tra rame metallico e cassiterite. Il riciclo del bronzo è possibile e può includere o meno l'aggiunta supplementare di cassiterite o stagno per compensare la possibile evaporazione di questo elemento.
La cofusione e la cementazione possono produrre leghe di bronzo di qualità simile per la realizzazione di oggetti fino a centinaia di grammi, offrendo al contempo costi e benefici alternativi (es. utilizzo di minori quantità di metallo, risparmio di tempo, facilità di produzione).
A volte nella lega possono essere presenti anche altri metalli necessari per migliorare le caratteristiche chimiche e fisiche del materiale  tra cui:
- il piombo per la resistenza alla corrosione;[5]
- il fosforo per l'elasticità, la durezza, la lavorabilità, la resistenza alla corrosione, la resistenza magnetica e la resistenza all'usura;[13]
- il nichel per la resistenza alla corrosione;[3]
- l'alluminio, dette anche cuprallumini[6][14]
- lo zinco
- il titanio[15]
- il vanadio[16]
- il tungsteno[17]
- il silicio
- il manganese
- il berillio[9]

Le leghe di bronzo possiedono svariate proprietà in base alla loro composizione e al processo di produzione, ma tutte condividono l'elevata duttilità, basso attrito contro altri metalli e resistenza alla corrosione.
| Tipo di lega       | Sigla     | % Cu | % Sn | Altri elementi | Stato | σmax (MPa) | Rp02 (MPa) | A% | HB |
| ------------------ | --------- | ---- | ---- | -------------- | ----- | ---------- | ---------- | -- | -- |
| Bronzo allo stagno | CuSn12    | 88   | 12   | -              | G     | 260        | 140        | 9  | 85 |
| Bronzo allo zinco  | CuSn10Zn2 | 88   | 10   | Zn             | G     | 230        | 130        | 13 | 75 |
| Bronzo al piombo   | CuSn5Pb20 | 75   | 5    | Pb             | G     | 170        | 80         | 6  | 50 |
| G = getto          |           |      |      |                |       |            |            |    |    |

## Reattività e caratteristiche chimiche
Di solito, la passivazione trasforma lo strato di ossido di rame che si forma durante la corrosione in uno strato di carbonato di rame, che protegge ulteriormente il metallo sottostante dalla corrosione.

## Applicazioni

Diagramma di stato Cu-Sn

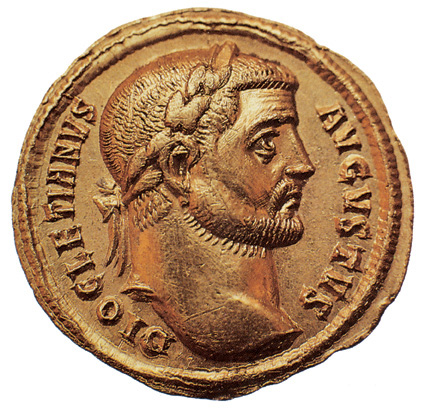
Immagine del profilo dell'imperatore romano Diocleziano da una moneta in bronzo.

I bronzi α (Sn < 13,9%) sono lavorabili plasticamente e si possono laminare, estrudere, forgiare, stampare e trafilare. Le leghe tradizionali di bronzo contenenti solo rame e stagno trovano applicazione nell'industria petrolchimica, navale, elettrica e meccanica. Le leghe di bronzo vengono utilizzate nella produzione di:
- campane[19][20]
- lanterne per fari[4]
- ancore[21]
- monete[22]
- connettori elettronici (es. per circuiti stampati, strumenti di precisione, apparecchiature per il 5G)[13]
- conduttori elettrici[23]
- superconduttori[24]
- ceramiche dielettriche per l'accumulo di energia[25]
- attrezzi e utensili antiscintilla[21]
- componenti meccanici (es. ruote dentate per carichi pesanti, ingranaggi a vite senza fine, flange, valvole, raccordi, molle interruttori, cuscinetti, boccole)[7][9]
- acciai rivestiti[26]
- catodi per batterie allo zinco[16]
- nanomateriali ferroelettrici[17]
- rivestimenti per il settore aerospaziale[27]
- accessori e guarnizioni
- condensatori
- pompe[9]
- reti metalliche[6]
- piatti (strumento musicale)[28]
- candelieri
- vassoi
- specchi[29]

In passato era utilizzato nell'architettura e nella produzione di:

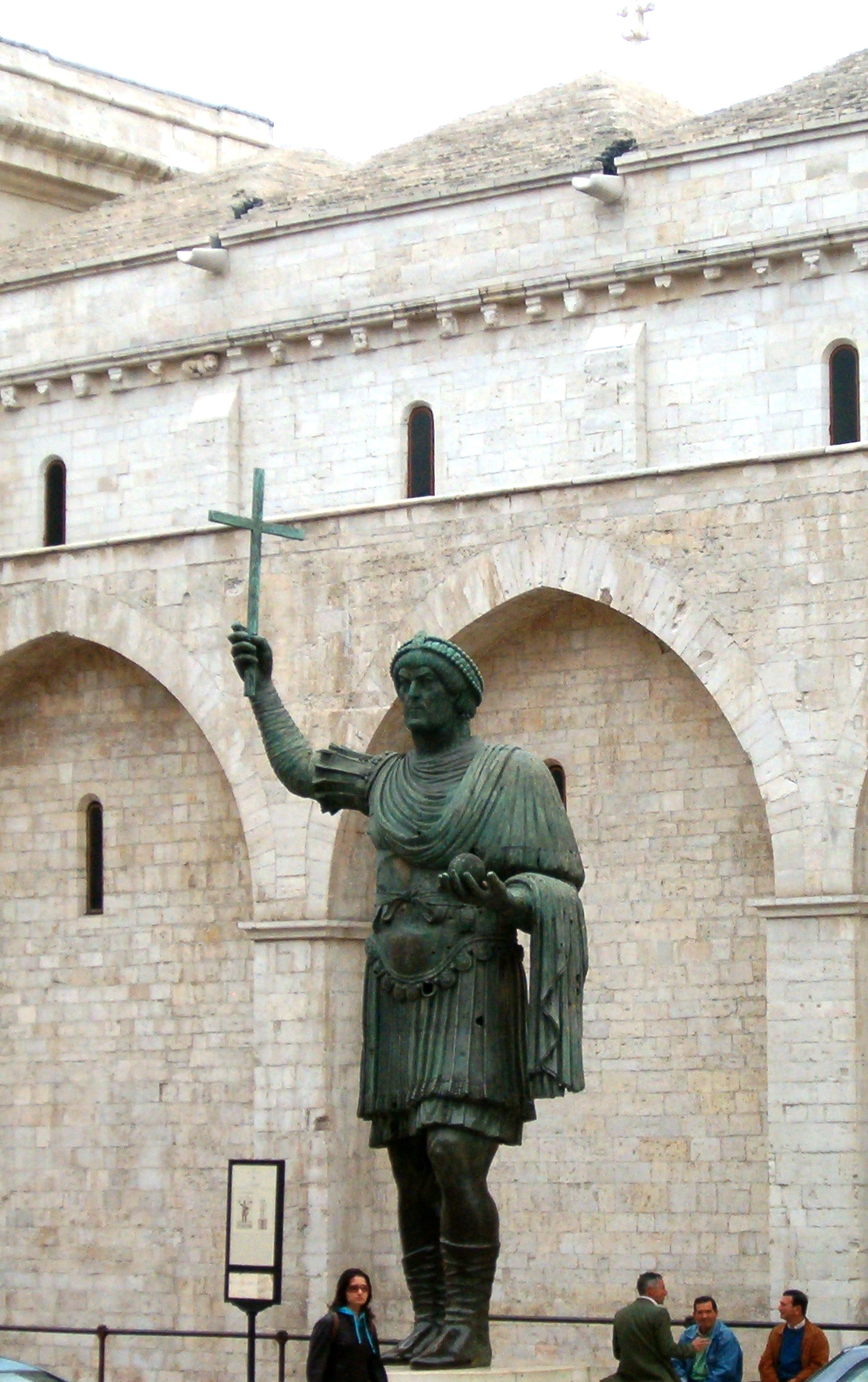
Il Colosso di Barletta, famosa statua in bronzo.

- armi[30][31]
- corazze[32]

- oggetti funerari[5]
- porte[33]
- catini
- acquamanili
- mortai
- calamai
- astucci
- coppe
- lampade a olio[29]

### Arte e architettura
Fin dall'antichità il bronzo è molto usato dagli scultori per le loro opere, perché molte leghe di bronzo hanno l'insolita e molto utile proprietà di espandersi lievemente poco prima di solidificare, riempiendo ogni minimo vuoto dello stampo che le contiene. Questo permette, nella scultura finita, di rendere perfettamente ogni minimo dettaglio del lavoro dell'artista.
L'impiego del bronzo nelle costruzioni risale all'antichità, si ricordi infatti che il tempio di Minerava a Sparta era interamente rivestito di piastre in bronzo e sculture. Si sa inoltre che il peristilio del Panteon d'Agrippa a Roma era sostenuto da armature in bronzo.
Lo stesso Sparziano racconta che il soffitto di una delle più grandi sale delle terme di Caracalla era intessuto di "verghe di bronzo". Oltre che in colonne e porte, il bronzo veniva usato in moltissime altri oggetti usati in edilizia (es. le graffe che collegavano le pietre da taglio).
Il bronzo ebbe un grande impiego nell'arte occidentale e orientale dopo il 2000 a.C. Se della produzione greca, oltre al ricordo delle leggendarie opere di Mirone, Fidia, Policleto e Pitagora di Reggio, è rimasto solo qualche raro esempio, notevole fu la produzione etrusca e romana, degnamente rappresentata dalla statua equestre di Marco Aurelio risalente al II secolo d.C.
Nel Medioevo le vecchie tecniche antiche vennero riprese per la realizzazione di arredi sacri, campane e suppellettili sacre, oltre a grandi porte di impronta bizantina. Alla perfezione tecnica della fusione, durante il Rinascimento e il Manierismo si aggiunse la mirabile qualità artistica, che si distinse anche per le medaglie e i piccoli rilievi.
Durante il periodo Barocco abbondò l'ornamentazione di mobili e lampadari mentre nel successivo Rococò e fino a tutto l'Ottocento se ne è fatto largo uso, spesso utilizzando il bronzo dorato, per abbellire le porcellane. Gli artisti musulmani iniziarono ad usare il bronzo nell'VIII secolo utilizzando il metodo della fusione a terra o fusione a cera persa e la tornitura per le rifiniture. Importante ricordare anche il lavoro di incrostazione, conosciuto in Irana dall'XI sec., che si diffonderà poi in tutto l'Oriente.
I più antichi manufatti cinesi in bronzo sono stati rinvenuti nel sito della cultura di Majiayao (3.100 - 2.700 a.C.) e tipici esempi di manufatti in bronzo cinesi sono le statue dei qilin presenti, ad esempio, all'ingresso del Tempio della Tranquillità Imperiale che sorge al centro del Giardino Imperiale a Pechino.
Le opere giapponesi in bronzo sono particolarmente legate la tradizione buddista. Si veda ad esempio la statua del Grande Buddha di Tōdaiji a Nara, tra le più grandi statue buddiste di bronzo esistenti al mondo e che venne inaugurata nel 752.